# Callyspongia flammea
Callyspongia flammea är en svampdjursart som beskrevs av Desqueyroux-Faúndez 1984. Callyspongia flammea ingår i släktet Callyspongia och familjen Callyspongiidae.
Artens utbredningsområde är Nya Kaledonien. Inga underarter finns listade i Catalogue of Life.